# Clifford Gardner
Clifford Spear Gardner (* 14. Januar 1924 in Fort Smith, Arkansas; † 25. September 2013 in Austin, Texas) war ein US-amerikanischer Mathematiker, der sich mit Angewandter Mathematik beschäftigte.

## Leben und Wirken
Gardner besuchte die Philips Academy und das Harvard College, wo er 1944 seinen Bachelor-Abschluss machte. 1952 promovierte er an der New York University. Danach arbeitete er als angewandter Mathematiker unter anderem für die NASA in Langley Field, dem Courant Institute of Mathematical Sciences of New York University, dem Lawrence Livermore National Laboratory und dem Princeton Plasma Physics Laboratory. Von 1967 bis zu seiner Emeritierung 1990 war er Mathematik-Professor an der University of Texas at Austin.
1985 erhielt er den Norbert-Wiener-Preis für seine Beiträge zur Überschall-Aerodynamik und Plasmaphysik. 2006 erhielt er mit Martin Kruskal, Robert Miura und John Greene den Leroy P. Steele Prize für ihre Arbeit über die Inverse Streutransformationsmethode zur Lösung nichtlinearer Differentialgleichungen (speziell Solitonengleichungen wie der Korteweg-de-Vries-Gleichung). Sie entwickelten damit einen systematischen Zugang zur Lösung vieler nichtlinearer Gleichungen ähnlich der Fourieranalyse bei linearen Gleichungen.